# Montalto Uffugo
Montalto Uffugo – miejscowość i gmina we Włoszech, w regionie Kalabria, w prowincji Cosenza.
Według danych na rok 2004 gminę zamieszkiwało 17 258 osób, 221,3 os./km².